# 一條龍 (麻將)
一條龍，又稱清龍，日本稱一气通貫。是麻将中的一种和牌形式，在拥有同種的数牌的123・456・789的三个顺子时成立。日本牌中門前2翻、副露1翻，常略称“一通”。国标麻将计16番。廣東麻雀為3番或7番。香港麻雀及台灣麻將沒有此番種。港式台灣麻将為10番（有副露）或20番（門前清，稱為暗龍）。

## 概要
在拥有某一种数牌的1到9的牌各一张时成立，和三色同順一样都是9枚牌的役。因为无法和断幺九複合，所以实战中不是特别好用。另外一个缺点是容易形成嵌张或者中张听牌。
最容易和平和複合，和混一色、清一色的复合也较多。和一盃口的複合则比较少见。
和其他多数2飜役一样，如果不是门前的话只有1翻。因为不易和其他的役复合，所以副露的话常常只能赢一些小钱。
另外，既可能做成三色同順，也可能做成一气通貫的形式，叫做“黄金的一向听」。詳細可参照黄金的一向听。

## 例子
（例）一定是一气通貫，但是听牌种类较少的情况

的边张听牌。
（例）听牌种类较多，但不一定是一气通貫的情况

听三张牌，也和平和複合，不过只有能让一气通贯成立。
（例）一气通贯已经完成的情况

听。和平和複合。
（例）混一色副露的情况
   
听。因为吃了三萬，所以如果没有其他的役则只有最少3翻。
（例）需要注意可能不是一气通贯的情况

听，虽然这三种听牌都会凑齐一万到九万的牌，但一气通贯的定义是可以拆分成三种同色顺子123、456、789，而听三万时则只能拆分成            ，显然无法构成一气通贯。另外，如果听六万，则可能拆分成            ，也可能拆分成            ，通常会利用高点法来选择后者的拆分（前者至少只有清一色，而后者除了清一色还有一气通贯）。